# Frankie Fredericks
Frank ("Frankie") Fredericks (* 2. října 1967, Windhoek) je bývalý namibijský atlet, sprinter, mistr světa, halový mistr světa a od roku 1996 držitel halového světového rekordu v běhu na 200 metrů.
Jako první a dosud jediný reprezentant své země se stal také olympijským medailistou. Celkem 27krát běžel pod prestižní hranici 10 sekund na trati 100 metrů.

## Osobní rekordy
Dráha
- 100 metrů - 9,86 s - 3. červenec 1996, Lausanne
- 200 metrů - 19,68 s - 1. srpen 1996, Atlanta (africký rekord)
- 400 metrů - 46,28 s - 1989

Hala
- 60 m – 6,51 s – 12. březen 1993, Toronto
- 200 m - 19,92 s - 18. února 1996, Liévin -  (Současný světový rekord)